# 小行星23409
小行星23409（23409 Derzhavin）是一颗绕太阳运转的小行星，为主小行星带小行星。该小行星于1978年8月发现。

## 轨道参数
小行星23409的轨道半长轴为345 669 620 km，2.3106258 UA，离心率为0.215。